# Третото лице
„Третото лице“ е български игрален филм (криминален) от 1983 година на режисьора Януш Вазов, по сценарий на Йордан Костов и Януш Вазов. Оператор е Цветан Чобански.

## Актьорски състав
- Йосиф Сърчаджиев – Доктор Савов
- Зигмунд Малянович – Легро
- Георги Стоянов – Хлебаров
- Антон Радичев – Следователят Гергински
- Георги Г. Георгиев – Художникът
- Ернестина Шинова – Катя
- Николай Сотиров – Жоро
- Николай Бинев – Професор Пангаров
- Маргарита Стефанова – Пангарова
- Катерина Евро – Дафина
- Ойлер Стоянов – Апостол
- Атанас Ганев
- Асен Миланов
- Юрий Яковлев
- Георги Кодов
- Иван Червенов
- Атанас Димитров
- Константин Хаджипанзов
- Магда Шалева
- Иван Дервишев
- Михаил Лазаров
- Петър Петров